# Steffen Nystrøm
Steffen Nystrøm é um jogador de futebol da Noruega.  que atua como atacante pelo Fredrikstad FK da Noruega. Anteriormente jogou por outros clubes da primeira divisão da Noruega como Strømsgodset IF e Tromsø Idrettslag..

Alinhou pela seleção da Lapônia na VIVA World Cup, na qual foi artilheiro  com 6 gols juntamente com Erik Lamøy e Tom Høgli.